# Det svenske system
 Der er for få eller ingen kildehenvisninger i denne artikel, hvilket er et problem. Du kan hjælpe ved at angive troværdige kilder til de påstande, som fremføres i artiklen.

Det svenske system er et frimurerisk højgradssystem, som frimurerordener i bl.a. de nordiske lande arbejder efter. Foreningen Den Danske Frimurerorden, der er stiftet 11. november 1858, har siden sin stiftelse anvendt det svenske system.
Systemet blev påbegyndt i Sverige i 1750'erne af kancelliråd Carl Frederik Eckleff. Senere overtog hertug Karl af Södermanland (senere Karl 13. af Sverige) akterne, og systemet var færdigudviklet i 1801.
I årene efter systemets indførelse i Sverige blev det velkendt i Danmark, eftersom danske frimurere fra logen Kosmos i Helsingør ofte besøgte frimurerloger i Skåne. De danske frimurere følte sig tiltalt af det svenske system, og ved en kongelig resolution 12. april 1852 fik de tilladelse til at arbejde efter dette nye system.
Det svenske system har 11 grader, hvorimod f.eks. det engelske system har 3 grader. I andre lande er der også blevet udviklet systemer med flere end tre grader. Det svenske system adskiller sig dog fra de andre systemer på to måder: det bygger på den kristne tro og lære, og det udgør et sammenhængende hele, idet hver højere grad knyttes til den foregående. Dette kan også ses af Den Danske Frimurerordens opbygning.
Den Danske Frimurerorden er inddelt i tre skifter:
- Første skifte, der omfatter de tre første grader, kaldes Sankt Johanneslogen (opkaldt efter Johannes Døberen).
- Andet skifte, der består af de tre næste grader, kaldes Sankt Andreaslogen (opkaldt efter apostlen Andreas).
- Tredje skifte er Kapitlet, der udgør alle de højere grader. I disse grader bliver det kristne budskab fremsagt således, som det er overleveret i Det Nye Testamente.